# Список Народных героев Югославии/Н
В настоящем списке в алфавитном порядке представлены все Народные герои Югославии, чьи фамилии начинаются с буквы «Н» (всего 26 человек). В списке указаны даты присвоения звания и даты жизни Героев.
- Серым цветом в таблице выделены Герои, награждённые орденом Народного героя посмертно.

## Список Народных героев Югославии, фамилии которых начинаются с «Н»
| № п/п | Фото | Фамилия, Имя          | Дата присвоения звания | Годы жизни                         |
| ----- | ---- | --------------------- | ---------------------- | ---------------------------------- |
| 805   |      | Надь, Коста           | 20 декабря 1951        | 13 мая 1911 — 19 ноября 1986       |
| 806   |      | Наумов, Стеван        | 29 июля 1945           | 27 октября 1920 — 12 сентября 1942 |
| 807   |      | Наумович, Нада        | 20 декабря 1951        | 22 апреля 1922 — 21 октября 1941   |
| 808   |      | Наумовский, Наум      | 20 декабря 1951        | 1 мая 1920 — 28 сентября 1960      |
| 809   |      | Нацев, Киро           | 20 декабря 1951        | 1918 — осень 1942                  |
| 810   |      | Нацева, Мара          | 29 ноября 1953         | 28 сентября 1920 — 1 июля 2013     |
| 811   |      | Неделькович, Радислав | 6 июля 1953            | 1912—1996                          |
| 812   |      | Нежич, Вид            | 23 июля 1953           | 20 июня 1903 — март 1945           |
| 813   |      | Немет, Владимир       | 20 декабря 1951        | 8 декабря 1918 — 2 августа 1944    |
| 814   |      | Ненадович, Драгомир   | 27 ноября 1953         | 7 апреля 1915 — 22 февраля 1942    |
| 815   |      | Ненезич, Радоица      | 20 декабря 1951        | 1921—1995                          |
| 816   |      | Нечевский, Вангел     | 20 декабря 1951        | 17 марта 1922 — 16 октября 2006    |
| 817   |      | Нешич, Джордже        | 7 июля 1953            | 12 мая 1924 — 30 ноября 1992       |
| 818   |      | Нешич, Любомир        | 14 декабря 1949        | 18 декабря 1918 — 29 сентября 1941 |
| 819   |      | Никачевич, Слободан   | 5 июля 1951            | 9 мая 1912 — 28 июня 1943          |
| 820   |      | Николаевич, Синиша    | 20 декабря 1951        | 11 декабря 1914 — 12 июля 1943     |
| 821   |      | Николич, Воин         | 10 июля 1952           | 1914—1999                          |
| 822   |      | Николич, Живоин       | 6 июля 1953            | 19 января 1911—1990                |
| 823   |      | Николиш, Гойко        | 20 декабря 1951        | 11 августа 1911 — 11 июля 1995     |
| 824   |      | Николов, Йордан       | 29 июля 1945           | 7 января 1916 — 4 января 1942      |
| 825   |      | Никишич, Джордже      | 26 сентября 1953       | 1922—1986                          |
| 826   |      | Никчевич, Радислав    | 7 июля 1953            | 23 января 1917 — август 1941       |
| 827   |      | Новакович, Груйо      | 27 ноября 1953         | 1913—1975                          |
| 828   |      | Новакович, Миодраг    | 27 ноября 1953         | 1919—1955                          |
| 829   |      | Новкович, Момчило     | 27 ноября 1953         | 1916—1988                          |
| 830   |      | Новович, Мирко        | 27 ноября 1953         | 1917—1997                          |